# Coige
Coige is een gehucht in het noordoosten van Leefdaal, een deelgemeente van Bertem. Het is ontstaan rond een hoeve, die logisch het “Coigehof” noemt. De schrijfwijze van de naam van het gehucht is nooit officieel vastgelegd.